# Sosłan Cyrichow
Sosłan Cyrichow (ros. Сослан Керимбекович Цирихов, ur. 24 listopada 1984) – rosyjski lekkoatleta pochodzenia osetyjskiego specjalizujący się w pchnięciu kulą.
Odpadł w eliminacjach halowych mistrzostw Europy w 2007. Dwukrotnie zdobywał medale uniwersjady – w 2009 zdobył złoto, a dwa lata później srebro. Wielokrotny reprezentant Rosji w zimowym pucharze Europy w rzutach. Medalista mistrzostw kraju.
Wyniki testów antydopingowych z mistrzostw świata w Moskwie (2013) wykazały obecność niedozwolonych substancji w krwi zawodnika. W 2017 Cyrichow został zdyskwalifikowany na dwa lata (do marca 2019), a jego rezultaty od sierpnia 2013 do sierpnia 2015 zostały anulowane.
Rekordy życiowe: stadion – 20,76 (22 lipca 2011, Czeboksary); hala – 20,41 (1 stycznia 2012, Wołgograd). 

## Osiągnięcia
| Rok  | Impreza                        | Miejsce    | Lokata            | Wynik |
| ---- | ------------------------------ | ---------- | ----------------- | ----- |
| 2007 | Halowe mistrzostwa Europy      | Birmingham | el. – 12. miejsce | 19,00 |
| 2007 | Zimowy puchar Europy w rzutach | Jałta      | 5. miejsce        | 18,45 |
| 2009 | Zimowy puchar Europy w rzutach | Teneryfa   | 4. miejsce        | 18,89 |
| 2009 | Uniwersjada                    | Belgrad    | 1. miejsce        | 19,59 |
| 2010 | Zimowy puchar Europy w rzutach | Arles      | 6. miejsce        | 18,98 |
| 2011 | Zimowy puchar Europy w rzutach | Sofia      | 3. miejsce        | 19,45 |
| 2011 | Uniwersjada                    | Shenzhen   | 2. miejsce        | 19,80 |
| 2012 | Zimowy puchar Europy w rzutach | Bar        | 4. miejsce        | 19,61 |
| 2012 | Igrzyska olimpijskie           | Londyn     | el. – 13. miejsce | 20,17 |
| 2013 | Mistrzostwa świata             | Moskwa     | el. – 27. miejsce | 18,53 |